# 151경기
《151경기》(영어: When the Game Stands Tall)는 미국에서 제작된 토머스 카터 감독의 2014년 스포츠 드라마 영화이다. 제임스 커비즐 등이 출연하였다.

## 출연진
- 제임스 커비즐
- 마이클 치클리스
- 알렉산더 러드위그
- 로라 던
- 개빈 캐설레뇨
- 클랜시 브라운
- 서데리어스 블레인
- 스테판 제임스
- 매슈 다다리오
- 조 매싱길
- 제시 어셔
- 리처드 컹키
- J. D. 에버모어

## 기타 제작진
- 세트: 크리스틴 빅슬러
- 의상: 클레어 브로